# شالقار (کوکشه‌تاو)
شالقار (به قزاقی: Shalkar) یک دریاچه در قزاقستان است که در بلندی‌های قزاق واقع شده‌است.